# بليتش (الموسم 6)
آرانكر: الوصول (破面・出現篇 آرانكارو شوتسوغِن هِن) هو الموسم السادس من أنمي بليتش، ويحتوي على 22 حلقة. قام بإخراج الموسم نوريوكي أبيه وأنتجه تلفاز طوكيو و‌دنستو و‌إستديو بيرو. الموسم مقتبس من مانغا بنفس الاسم للمؤلف تايت كوبو. يحكي الموسم عن اندلاع الحرب بين مجتمع الأرواح والآرانكر بقيادة الشينيغامي السابق القائد سوسكي آيزن. بدأ عرض الموسم في اليابان ابتداءً من 10 يناير 2007 وحتى 27 يونيو 2007. أصدرت أنيبلكس 5 مجلدات دي في دي كل منها يحتوي على 4 حلقات ابتداءً من 27 يونيو 2007 وحتى 24 أكتوبر 2007.
يحتوي الموسم على 4 شارات موسيقية: شارتا بداية وشارتا نهاية. شارة البداية لأول 11 حلقة هي «النجم الدوار» (Rolling Star) من أداء يويه؛ وبقية الحلقات تستخدم «ألونز» (Alones) من أداء أكوا تايمز. شارتا النهاية هما أغنية مي هوشيمورا "طقس زهرة الكرز" (桜日和 ساكورا بيوري)، واِستُخدِمت حتى الحلقة 120، بالإضافة إلى "على رؤوس الأصابع" (爪先 تسوماساكي) من أداء أوريسكاباند، واِستُخدِمت لبقية الحلقات.

## قائمة الحلقات
| الرقم | عنوان الحلقة                                                                    | فصول المانغا | تاريخ العرض الأصلي |
| ----- | ------------------------------------------------------------------------------- | ------------ | ------------------ |
| 110   | «إعادة فتح عمل البديل! الطالب المنقول المخيف» (代行業再開！恐怖の転校生)        | 183-186      | 10 يناير 2007      |
| 111   | «صدمة! هوية الأب الحقيقة» (驚愕！親父達の正体)                                  | 186-187      | 17 يناير 2007      |
| 112   | «بداية الحرب، الفايزرد والآرانكر» (戦いの始まり、仮面の軍勢と破面)              | 188-190      | 24 يناير 2007      |
| 113   | «تمهيدًا لنهاية العالم، هجوم الآرانكر!» (世界崩壊への序曲、アランカル襲来！)     | 190-192      | 31 يناير 2007      |
| 114   | «جمع الشمل، إيتشيغو وروكيا والشينغامي» (再会、一護とルキアと死神たち)           | 193-195      | 7 فبراير 2007      |
| 115   | «مهمة! الشنيغامي قد أتوا» (特命！やってきた死神たち)                            | 196-197      | 14 فبراير 2007     |
| 116   | «العين الشريرة، عودة آيزن» (悪しき瞳、藍染再び)                                 | 198-199      | 21 فبراير 2007     |
| 117   | «بداية معركة روكيا! النصل الأبيض المجمد» (ルキア戦闘開始！凍りつく白い刃)       | 199-202      | 28 فبراير 2007     |
| 118   | «بانكاي إيكاكو! القوة التي تحطم كل شيء» (一角卍解！全てを砕く力)                | 203-205      | 7 مارس 2007        |
| 119   | «قصة فرقة زاراكي السرية! الرجال المحظوظون» (更木隊秘話！ツイている男たち)       | 206          | 21 مارس 2007       |
| 120   | «انتشار هيتسوغايا! هيورينمارو المكسور» (日番谷散る！砕けた氷輪丸)               | 207-209      | 28 مارس 2007       |
| 121   | «تصادم! الحامي ضد حامل الرسالة» (激突！護る者VS被る者)                          | 210-213      | 11 أبريل 2007      |
| 122   | «فايزرد! قوة الصحوة» (ヴァイザード！目覚めし者たちの力)                         | 213-215      | 18 أبريل 2007      |
| 123   | «إيتشيغو، التجوُّف المكتمل؟!» (一護、完全ホロウ化!?)                              | 216-218      | 25 أبريل 2007      |
| 124   | «اشتباك! البانكاي الأسود والبانكاي الأبيض» (激突！黒い卍解と白い卍解)           | 219-220      | 2 مايو 2007        |
| 125   | «تقرير عاجل! خطة آيزن المرعبة» (緊急報告！藍染の恐るべき計画)                   | 221-223      | 9 مايو 2007        |
| 126   | «أوريو ضد ريوكين! اشتباك آباء وأبناء الكوينسي» (雨竜VS竜弦！激突クインシー親子) | 224-226      | 16 مايو 2007       |
| 127   | «قرار أوراهارا، أفكار أوريهيمي» (浦原の決断、織姫の想い)                        | 227-229      | 30 مايو 2007       |
| 128   | «الآرانكر الكابوس! تحرك فريق هيتسوغايا» (悪夢のアランカル！日番谷隊出撃)        | حصرية        | 6 يونيو 2007       |
| 129   | «انقضاض أصل مبعوث الظلام! انتشار الحقد» (舞い降りた闇の使者！増殖する悪意)      | حصرية        | 13 يونيو 2007      |
| 130   | «العدو الخفي! قرار هيستوغايا عديم الرحمة» (見えない敵！日番谷、非情な決断)      | حصرية        | 20 يونيو 2007      |
| 131   | «دموع رانغيكو، الفراق الحزين للأخ والأخت» (乱菊の涙、哀しき兄妹の別れ)          | حصرية        | 27 يونيو 2007      |

## إصدارات منزلية
| المجلد | تاريخ الإصدار  | الحلقات | مرجع   |
| ------ | -------------- | ------- | ------ |
| 1      | 27 يونيو 2007  | 110–113 | [ 4 ]  |
| 2      | 25 يوليو 2007  | 114–117 | [ 8 ]  |
| 3      | 22 أغسطس 2007  | 118–121 | [ 9 ]  |
| 4      | 25 سبتمبر 2007 | 122–126 | [ 10 ] |
| 5      | 24 أكتوبر 2007 | 127–131 | [ 5 ]  |

## معلومات
1. ↑  الفيزود (بالإنجليزية:Visored، بالنطق الياباني:ヴァイザード، باليابانية: 仮面の軍勢)، تعني حرفيًا الجيش المقنع، وهم مجموعة من الشينغامي لديهم قوى الوحوش المجوفة وقد كانوا قادة ونواب قادة في فرق الحماية الثلاثة عشرة.
2. ↑  آرانكر (بالإسبانية: Arrancar، بالنطق الياباني:アランカル، باليابانية: 破面) وتعني "التمزيق" وتعني باليابانية "القناع الممزق"، وهم وحوش مجوفة اكتسبت قوى كبرى ولديهم سيف مثل الشينغامي وكانوا يعملون تحت إمرة آيزن.
3. ↑  التجوُّف (بالإنجليزية: Hollowfication، بالنطق اليابانية: ホロウ)化، باليابانية: 虚) هو خاصية التحول إلى وحش مجوف أو امتلاك قوته وقناعه وتقنياته.